# Profesionalen Futbolen Klub Montana 2010-2011
Questa voce raccoglie le informazioni riguardanti il Profesionalen Futbolen Klub Montana nelle competizioni ufficiali della stagione 2010-2011. 

## Rosa
| N. |                     | Ruolo | Calciatore            |
| -- | ------------------- | ----- | --------------------- |
| 1  | Bulgaria (bandiera) | P     | Hristo Ivanov         |
| 2  | Bulgaria (bandiera) | D     | Georgi Mechedzhiev    |
| 3  | Bulgaria (bandiera) | D     | Georgi Ivanov         |
| 4  | Senegal (bandiera)  | D     | Moussa Gueye          |
| 5  | Bulgaria (bandiera) | C     | Ahmed Hikmet          |
| 6  | Bulgaria (bandiera) | D     | Tihomir Trifonov      |
| 7  | Bulgaria (bandiera) | C     | Jordan Todorov        |
| 8  | Bulgaria (bandiera) | D     | Dimităr Vasilev Iliev |
| 9  | Brasile (bandiera)  | A     | Luiz Eduardo          |
| 10 | Bulgaria (bandiera) | A     | Vencislav Hristov     |
| 11 | Bulgaria (bandiera) | A     | Atanas Chipilov       |
| 12 | Bulgaria (bandiera) | P     | Leni Georgiev         |

| N. |                     | Ruolo | Calciatore        |
| -- | ------------------- | ----- | ----------------- |
| 13 | Bulgaria (bandiera) | D     | Nikolay Domakinov |
| 14 | Bulgaria (bandiera) | D     | Anton Lichkov     |
| 15 | Bulgaria (bandiera) | C     | Georgi Avramov    |
| 16 | Bulgaria (bandiera) | C     | Vladimir Michev   |
| 17 | Bulgaria (bandiera) | D     | Nikolay Nikolov   |
| 18 | Bulgaria (bandiera) | D     | Atanas Fidanin    |
| 19 | Bulgaria (bandiera) | C     | Vencislav Aldev   |
| 20 | Brasile (bandiera)  | C     | Anderson          |
| 21 | Bulgaria (bandiera) | C     | Daniel Gadzhev    |
| 22 | Bulgaria (bandiera) | C     | Svetlan Kondev    |
| 23 | Bulgaria (bandiera) | P     | Yulian Levashki   |
| 24 | Bulgaria (bandiera) | A     | Boyan Gaytanov    |